# John Marshall Butler

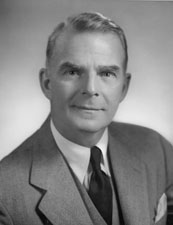
John Marshall Butler

John Marshall Butler (* 21. Juli 1897 in Baltimore, Maryland; † 14. März 1978 in Rocky Mount, North Carolina) war ein US-amerikanischer Politiker der Republikanischen Partei, der den Bundesstaat Maryland im US-Senat vertrat.

## Karriere
Nach dem Besuch der öffentlichen Schule trat John Butler 1917 der US Army bei, für die er im Ersten Weltkrieg kämpfte. 1919 nahm er bei der Armee seinen Abschied.
Nach der Rückkehr aus dem Krieg begann er noch im selben Jahr ein Studium an der Johns Hopkins University. 1926 graduierte er dann an der Law School der University of Maryland (Standort Baltimore) und wurde in die Anwaltskammer aufgenommen, woraufhin er als Jurist in seiner Heimatstadt zu praktizieren begann.
1947 wurde Butler als Mitglied in die Kommission für den öffentlichen Dienst von Baltimore (City Service Commission) aufgenommen, der er bis 1949 angehörte. Im Jahr darauf erfolgte die Wahl in den Senat der Vereinigten Staaten. Er repräsentierte Maryland in Washington nach einer Wiederwahl 1956 insgesamt zwölf Jahre lang, ehe er sich 1962 entschied, nicht noch einmal zu kandidieren, und nach seinem Abschied aus dem Senat am 2. Januar 1963 in seine Heimat nach Baltimore zurückkehrte.